# Farmàcia Tomàs Piñol
La Farmàcia Tomàs Piñol (també coneguda com a Ca l'Apotecari) és una farmàcia catalogada com a monument del municipi de Llardecans (Segrià) i protegida com a bé cultural d'interès local.

## Descripció
La farmàcia s'integra dins de la casa de la família Piñol i ocupa un espai de 4 metres per 6 a la planta baixa. L'objecte de protecció és únicament la farmàcia, la resta de l'edifici en queda exclòs. L'únic element que destaca de l'exterior de l'edifici és l'arc de mig punt on es troba la data d'obertura de la farmàcia, 1848, i el relleu d'un morter. És a l'interior on es troba l'establiment tal com devia ser en origen i, per tant, d'aquí el seu interès. Destaca el mobiliari, sobretot el taulell de fusta tornejada en forma d'U. Els pots de ceràmica, un conjunt de 150 peces, en forma de copa amb tapa cònica de color blanc amb decoració vegetal i el nom del producte que conserva de color blau daten també de la primera meitat del segle xix. També cal esmentar els pots de vidre, ampolles, embuts i altres utensilis de laboratori.
El sostre, parets i porta de la farmàcia estan decorats amb pintures a l'aigua. S'hi representen elements botànics, el cel, la lluna, un àngel amb trompeta amb un escapulari fimbrant amb la inscripció Salus infimorum. La biblioteca científica, farmacològica i cultural és un element de gran interès.

## Història
La farmàcia Piñol data de 1846 tot i que la casa no es va acabar de bastir fins al 1848. Tomàs Piñol Llop, cabaler de la casa Cornadó, a banda de ser farmacèutic va ser alcalde i jutge. El seu successor, Tomàs Piñol O'Callaghan, va exercir les mateixes professions que el seu pare. El tercer i darrer farmacèutic, llicenciat el 1932, de la família fou Tomàs Piñol Visa.